# Coupe d'Europe des vainqueurs de coupe masculine de handball 1996-1997
Navigation
Coupe des Coupes 1995-1996 Coupe des coupes 1997-1998
La Coupe d'Europe des vainqueurs de coupe masculine de handball 1996-1997 est la 22e édition de la Coupe d'Europe des vainqueurs de coupe masculine de handball.
Organisée par la Fédération européenne de handball (EHF), la compétition est ouverte à 34 clubs de handball d'associations membres de l'EHF. Ces clubs sont qualifiés en fonction de leurs résultats dans leur pays d'origine lors de la saison 1995-1996.
Elle est remportée par le club espagnol du Elgorriaga Bidasoa Irun, vainqueur en finale du club hongrois du Veszprém KSE.

## Résultats

### Premier tour
| Équipe 1     | Score   | Équipe 2                | Aller | Retour |
| ------------ | ------- | ----------------------- | ----- | ------ |
| SKAF Minsk   | 75 – 39 | Amirani Tbilissi        | 34-16 | 41-23  |
| Port Bourgas | 48 – 49 | RK Željezničar Sarajevo | 28-22 | 20-27  |

### Seizièmes de finale
| Équipe 1              | Score    | Équipe 2                | Aller | Retour |
| --------------------- | -------- | ----------------------- | ----- | ------ |
| Thrifty Aalsmeer      | 37 – 69  | Elgorriaga Bidasoa Irun | 20-33 | 17-36  |
| Dukla Prague          | 57 – 44  | Maccabi Raanana         | 31-27 | 26-17  |
| ZTR Zaporijia         | 47 – 49  | Wisła Płock             | 25-23 | 22-26  |
| TJ VSŽ Košice         | 39 – 43  | Skanderborg Håndbold    | 19-17 | 20-26  |
| IK Sävehof            | 41 – 47  | SC Magdebourg           | 19-25 | 22-22  |
| Slovan Ljubljana      | 48 – 62  | FC Porto                | 29-27 | 19-35  |
| TBV Lemgo             | 59 – 45  | Polyot Tcheliabinsk     | 31-22 | 28-23  |
| CC Ortigia Siracusa   | 61 – 42  | SKAF Minsk              | 35-26 | 26-16  |
| Fibrex Săvinești      | 35 – 34  | Halkbank Ankara         | 19-16 | 16-18  |
| Mornar Bar            | 57 – 57* | RK Mladost Bogdanci     | 41-28 | 16-29  |
| RK Moslavina Kutina   | 61 – 43  | RK Željezničar Sarajevo | 30-21 | 31-22  |
| UHC Stockerau         | 57 – 59  | US Ivry                 | 29-25 | 28-34  |
| HC Herstal-Liège      | 38 – 34  | Lusis Kaunas            | 20-16 | 18-18  |
| KA Akureyri           | 56 – 56  | ZMC Amicitia Zürich     | 27-27 | 29-29  |
| Viking HK Stavanger   | 64 – 47  | HC Dambis Riga          | 37-24 | 27-23  |
| GAS Arhelaos Katerini | 41 – 58  | Veszprém KSE            | 19-30 | 22-28  |

* Le Mladost Bogdanci est qualifié selon la règle du nombre de buts marqués à l'extérieur.

### Huitièmes de finale
| Équipe 1                | Score    | Équipe 2            | Aller | Retour |
| ----------------------- | -------- | ------------------- | ----- | ------ |
| Elgorriaga Bidasoa Irun | 56 – 45  | Dukla Prague        | 30-20 | 26-25  |
| Skanderborg Håndbold    | 51 – 51* | Wisła Płock         | 31-26 | 20-25  |
| SC Magdebourg           | 56 – 51  | FC Porto            | 30-26 | 26-25  |
| TBV Lemgo               | 52 – 34  | CC Ortigia Siracusa | 28-14 | 24-20  |
| RK Mladost Bogdanci     | 55 – 49  | Fibrex Săvinești    | 36-24 | 19-25  |
| US Ivry                 | 57 – 54  | RK Moslavina Kutina | 32-22 | 25-32  |
| KA Akureyri             | 49 – 43  | HC Herstal-Liège    | 26-20 | 23-23  |
| Veszprém KSE            | 56 – 53  | Viking HK Stavanger | 32-20 | 24-33  |

* Le Wisła Płock est qualifié selon la règle du nombre de buts marqués à l'extérieur.

### Quarts de finale
| Équipe 1      | Score   | Équipe 2                | Aller | Retour |
| ------------- | ------- | ----------------------- | ----- | ------ |
| Wisła Płock   | 35 – 44 | Elgorriaga Bidasoa Irun | 21-21 | 14-23  |
| SC Magdebourg | 46 – 46 | TBV Lemgo               | 24-17 | 22-29  |
| US Ivry       | 70 – 45 | RK Mladost Bogdanci     | 35-22 | 35-23  |
| KA Akureyri   | 54 – 65 | Veszprém KSE            | 32-31 | 22-34  |

### Demi-finales
| Équipe 1      | Score   | Équipe 2                | Aller | Retour |
| ------------- | ------- | ----------------------- | ----- | ------ |
| SC Magdebourg | 44 – 46 | Elgorriaga Bidasoa Irun | 26-23 | 18-23  |
| US Ivry       | 50 – 60 | Veszprém KSE            | 29-31 | 21-29  |

### Finale
| Équipe 1                | Score   | Équipe 2     | Aller | Retour |
| ----------------------- | ------- | ------------ | ----- | ------ |
| Elgorriaga Bidasoa Irun | 41 – 38 | Veszprém KSE | 24-19 | 17-19  |

## Les champions d'Europe
| Vainqueur de la Coupe d'Europe des vainqueurs de coupe 1996-1997 Elgorriaga Bidasoa Irun 1re titre |

L'effectif du Elgorriaga Bidasoa Irun était :
| Gardiens de but - Javier Barreto - Jordi Núñez - Gurutz Aguinagalde Demi-centres - Ricardo Marín - David Rodríguez | Ailiers - Armand Rubiño - Ángel Fernández - Enrique Andreu Pivots - Aitor Etxaburu - José Carlos Camacho | Arrières - Iñaki Ordóñez - Nenad Peruničić - Jesús Olalla - Igor Butulija Entraîneur - Juancho Villarreal |